# Psyra cuneata
Psyra cuneata är en fjärilsart som beskrevs av Walker 1860. Psyra cuneata ingår i släktet Psyra och familjen mätare. Inga underarter finns listade.